# ノースロップ・グラマン ファイアーバード
ノースロップ・グラマン ファイアーバード
イギリス、フェアフォード空軍基地で駐機中のファイアーバード
- 用途：偵察および観測、COIN機
- 分類：有人・無人選択可能機（英語版）（OPV）
- 製造者：ノースロップ・グラマン/スケールド・コンポジッツ
- 運用者

-  アメリカ合衆国

- 初飛行：2010年2月9日
- 生産数：1機
- 運用状況：開発中

ノースロップ・グラマン ファイアーバード（Northrop Grumman Firebird）は、ノースロップ・グラマンが開発した無人航空機（Unmanned Aerial Vehicle, UAV）。2011年5月9日に発表され、開発にはスケールド・コンポジッツ（旧ルータン航空機製作所）が関わっている。スケールド・コンポジッツによるモデルナンバーは355である。
中高度・長時間滞空型無人航空機（Medium Altitude Long Endurance Unmanned Aerial Vehicle, MALE UAV）市場への参入を企図して開発された機体で、初飛行は2010年2月。機首にコックピットがあり、オプションで有人・無人選択可能機（Optionally Piloted Vehicle, OPV）としても運用可能である。

## 設計と開発
ファイアーバードは、2011年4月に引退したアメリカ合衆国の著名な航空機設計家であるバート・ルータンによって設計・監修された最後の航空機の一つで、最高速度370 km/h（230 mph）、運用高度9,100 m（30,000 ft）、最長航続時間40時間で飛行するMALE UAVとなっており、機体は双胴機で、尾端にエンジンと5翅のプロペラを取り付けたプッシャー型配置をとり、プロペラを避けるために双テールブームを伸ばして門型に垂直尾翼と水平尾翼が取り付けられている。
主翼は細長い翼前縁に前進角を持つ。
機体は全幅19.8 m、全長10.3 m、全高3 m、最大離陸重量2,268 kg、積載量562 kgで、ライカミング製TEO-540水平対向6気筒ターボ付きレシプロエンジンを搭載する。
ファイアーバードはTEO-540エンジンの出力350馬力（260 kW）から制限が大きいものの、パイロンを介してハードポイントを設置して武装化することもできる設計となっている。
ファイアーバードの派生型として、翼幅を22.0 m から 24.1 mに延長して揚抗比をさらに増大させ、長距離・長時間継続飛行能力を向上させた機体が2018年3月に初飛行し、2019年初頭から販売される予定である。

## 偵察能力
ファイアバードは、モジュール構造の偵察用ペイロードを有しており、最大4基の情報収集機器を搭載でき、これらの機材は1時間程度で交換可能である。
ノースロップ・グラマンの幹部であり、開発プロジェクトに携わるリチャード・クルックスによれば、この設計思想によって新しい機器モジュールの導入・搭載に、「数年ではなく、数日または数週間の短い日数のみ要する」ことを意味する。
ファイアーバードにはこれまでに、FLIRシステムズ製電子光学/赤外線（Electro-Optics/Infrared, EO/IR）センサー、ノースロップ・グラマン製電子支援対策（Electronic Support Measures, ESM）装置や通信中継ポッド・スマートノード、ハリス製広帯域通信用無線機（Highband Networking Radio, HNR）など15種類以上の機材が搭載されている。

## 運用履歴
航空機操縦士の有無にかかわらず飛行可能な航空機の開発という構想は、ノースロップ・グラマン内においてノースロップ側の代表的人物であるリチャード・クルックスが2009年2月9日に、実現の可能性についてスケールドコンポジッツに問い合わせたことがきっかけであった。両者の目的が一致して開発されたファイアーバードは、2010年2月9日に初飛行した。2010年10月、ファイアーバードはカリフォルニア州のサクラメントで防衛当局者に対してデモ飛行を行った際に初公開され、2011年5月9日に初めて一般公開、同年5月23日から6月3日の期間で開催されたエンパイア・チャレンジ11演習（Exercise Empire Challenge 11, EC11）に参加し、複数の機材の搭載および交換する能力を示した。
2012年11月11日、ファイアーバードは試験飛行を開始し、生産が承認された。
2019年7月にはイギリスのグロスターシャー州所在のイギリス空軍フェアフォード空軍基地で開催される航空ショー、ロイヤル・インターナショナル・エアタトゥーに参加し、ヨーロッパで初公開された。
ノースロップ・グラマンによれば、試作機の段階を超えて生産される予定の初号機は運用上の準備ができていると考えられている。なお、ファイアーバードの一般公開時に、2機目を生産するという初期の計画があった。ライン生産方式による大量生産が開始された場合、ファイアーバードの製造ラインは、カリフォルニア州モハーヴェ砂漠のモハーヴェ空港に所在するスケールドコンポジッツの施設ではなく、カリフォルニア州パームデールまたはミシシッピ州モスポイントの工場に移転して生産する予定である。

### アメリカ合衆国での就役
最初のファイアーバードは、2019年半ばまでに匿名（名前の公表されていない）のアメリカ合衆国連邦政府機関に引き渡される予定である。

## 運用者
アメリカ合衆国
- アメリカ合衆国連邦政府 - 匿名の正式な顧客である運用者[14]
- グランドスカイ開発（英語版）[15]
- テナックス・エアロスペース[15]

## 仕様
出典: 
諸元
- 乗員: 2名（オプション）
- ペイロード: 562 kg （1,240 lb）
- 全長: 10.3 m （34 ft）
- 全高: 3 m （9 ft）
- 翼幅: 19.8 m（65 ft）
- 翼型: NACA エアフォイル 0006.4-64 ルーフ, NACA 0003-64 チップ
- 最大離陸重量: 2,268 kg （5,000 lb）
- 動力: ライカミングTEO-540（英語版） レシプロエンジン、260 kW （350 hp）   × 1
- 零揚抗力係数: 0.0224
- 外部増槽: 最大2本

性能
- 最大速度: 370 km/h （230 mph）
- 運用高度: 9,100 m （30,000 ft）
- 航続時間: 24時間 - 40時間

武装
- ペイロード: 3[注釈 4]